# Diakónus
A diakónus a kereszténységben olyan személy, aki egyházi szolgálatokat teljesít. A fogalom felekezetenként eltérő tartalmú.
A nagyobb keresztény egyházak, mint például a katolikus egyház, az ortodox egyházak, a skandináv evangélikus egyházak, a metodista egyházak, az anglikán közösség, a diakonátust szolgálati rendnek tekintik.

## Etimológia
A magyarban használatos diakónus szó az ógörög nyelvű διάκονος (diákonosz) főnévnek a latin nyelvben meghonosodott átírásából (diaconus) származik. Az eredeti görög szó jelentése szolga, szolgálattevő, felszolgáló, esetleg hírvivő, de sosem rabszolga (doulos) vagy hivatalnok (hypērétēs). A latin diaconus szó görög eredetijének jelentését hordozza, a legmegfelelőbb latin tükörfordítása a minister. 
A magyar egyházi műnyelvben a diakónusra a szerpap és a segédlőpap elnevezések is használatosak voltak, előbbi a Katolikus Egyház római (latin), utóbbi a bizánci (görög) rítusú részegyházaiban, de az egyházi köznyelvből eltűnni látszanak, és szinte csak a liturgiában találkozni ezekkel a szavakkal. 
A diakonátus (szerpapság) a diakónus hivatalának elnevezése.

## A katolikus egyházban
A római katolikus egyházban a pap alatt van a ranglistán. A diakónus csak egy úgynevezett igeliturgiát tarthat. Magyar elnevezése gyakran szerpap, áldozópappá még nem felszentelt személy, az egyházi rend szentségének első fokozata. 
Feladata az ősegyházban az istentiszteleten való közreműködés és a szegények szolgálata volt. A püspök jobbkeze, helyettese, titkára, utóda lehetett.
Eredete: az ősegyházban a 12 apostol feladatai megsokasodtak és már nem tudtak eleget foglalkozni a szegényekkel, ezért a pogányságból megtért hívek nyomására kiválasztottak 7 embert, hogy ők kifejezetten a szegényeket szolgálják (ApCsel 6,1-6). Azonban Szent István első vértanú példája mutatja, hogy kezdettől fogva foglalkoztak az igeszolgálattal is (ApCsel 6,8-7,60).
A későbbi korokban jelentősége visszaszorult, már csak egy fokozat volt az áldozópapság előtt, amelyet néhány nappal a papszentelés előtt szolgáltattak ki. A második vatikáni zsinat azonban felújította a diakonátus intézményét, ma minden papnak előzőleg legalább fél évig diakónusnak kell lennie. Az egyházjog szerint amennyiben áldozópap akar lenni, legalább 23 éves, nőtlen embert lehet diakónussá szentelni, állandó diakónussá azonban nős embereket is szentelhetnek, nekik 35 év az alsó korhatár (CIC 1031. kán.). Természetesen akit nőtlenül szentelnek diakónussá, az is maradhat diakónus, nem muszáj tovább szenteltetnie magát.
Feladata a Lumen Gentium (a II. vatikáni zsinat egyházról szóló dokumentuma) szerint: a keresztség, az Oltáriszentség kiszolgáltatása, közreműködés házasságkötésben (volgo: esketés), temetés, zsolozsma, paraliturgiák vezetése. A misén felolvassa az evangéliumot, homíliát (~prédikáció) mondhat, a püspöknek, illetve papnak segédkezik (LG 29).
Öltözete: alba (hosszú, fehér köntös) és stóla, amelyet a pappal ellentétben nem a nyakában, hanem a bal vállán átvetve és a jobb csípőjén megkötve visel, valamint dalmatika (T alakú, dalmát eredetű, miseruhához hasonló ruha).
A II. vatikáni zsinat előtt létezett a szubdiakonátus rendje is, ennek viselete a tunicella volt (kicsit hosszabb ujjú dalmatika).

## A protestáns egyházakban
A protestáns egyházakban a gyülekezetben segédkező, nem lelkészi személyt nevezzük diakónusnak, aki lehet például betegápoló vagy ifjúsági vezető, önkéntes gyülekezeti munkás. A diakónus a szeretetszolgálatért felel.

## Az ortodox egyházban
A diakónus itt az egyházközségi lelkipásztori és liturgikus tevékenységet segítő személy.

## Az Anglikán Közösségben
Az Anglikán Közösségben kétféle diakónusi pozíció létezik: időszakos és állandó. Előbbit a papnövendékek viselik áldozópappá szentelésük előtt fél-egy évig, míg az utóbbiak szentelése életük végéig szól. A tagegyházak egyéni szabályai szerint férfiak és nők is szentelhetőek. A házasság megengedett mind a szentelés előtt, mind pedig után. Szolgálatuk kiterjed a keresztség feladásában, az esketésben és igeliturgiák megtartásában – ezek tagegyházanként eltérőek lehetnek. 
Valamennyi tagegyházban formálisan még létezik a szubdiakonátus intézménye, bár ennek csak a liturgiában van jelentősége.
Liturgikus viselete a reverenda, rajta hófehér alba, az egyházi év időszakának megfelelő színű stóla (a bal válltól a jobb derékig) és dalmatika. A szubdiakónusok liturgikus viselete az alba és felette a tunika.

## Galéria
- Római katolikus
- Görögkeleti
- Szír-ortodox
- Orosz-ortodox
- Anglikán